# Marek Krawczyk (lekarz)
Marek Stanisław Krawczyk (ur. 16 lutego 1946 w Pruszkowie) – polski profesor medycyny, nauczyciel akademicki, lekarz, specjalista w dziedzinie chirurgii ogólnej, chirurgii onkologicznej oraz transplantologii klinicznej, członek korespondent Polskiej Akademii Nauk. W latach 2008–2016 rektor Warszawskiego Uniwersytetu Medycznego.

## Przebieg pracy zawodowej
Ukończył studia na Wydziale Lekarskim warszawskiej Akademii Medycznej w 1969. W latach 1969–1971 odbył staże podyplomowe w klinkach Akademii Medycznej w Warszawie. W 1971 rozpoczął studia doktoranckie z farmakologii klinicznej w tejże uczelni. W 1973 został zatrudniony jako starszy asystent w II Klinice Chirurgicznej Akademii Medycznej. W tym samym roku uzyskał specjalizację I stopnia z chirurgii ogólnej, zaś w 1977 specjalizację II stopnia. Doktorat obronił w 1975 na podstawie pracy pt. „Badania nad wchłanianiem tłuszczów i D–ksylozy po odnerwieniu i przecięciu naczyń chłonnych krezki jelita cienkiego u psa”. W latach 1978–1979 w ramach stypendium Fundacji Aleksandra Von Humboldta pracował w Klinice Chirurgicznej i jej Pracowni Doświadczalnej Uniwersytetu w Heidelbergu.
W 1980 zatrudniony na stanowisku adiunkta, a w 1988, po habilitacji uzyskanej na podstawie pracy pt. „Badania nad mechanizmem adaptacji pozostałej po resekcji części jelita cienkiego”, awansował na stanowisko docenta.
W czerwcu 1992, bez udziału chirurgów z innych krajów, wykonał pierwszą w Polsce cholecystektomię techniką laparoskopową. Od 1990 do 1999 pełnił funkcję wojewódzkiego specjalisty w zakresie chirurgii ogólnej w województwie płockim, a od 1999 do lipca 2008 tę samą funkcję sprawował w województwie mazowieckim. Od 1999 do 2003 był specjalistą wojewódzkim transplantologii klinicznej w województwie kujawsko-pomorskim. W 1993 awansował na stanowisko profesora nadzwyczajnego w Akademii Medycznej w Warszawie, a w 1999 na stanowisko profesora zwyczajnego.
W latach następnych zaangażował się w rozwinięcie programu przeszczepiania wątroby w Klinice. W 1996 został prodziekanem, a w 2002 dziekanem I Wydziału Lekarskiego. Od 1998 był też Kierownikiem Kliniki Chirurgii Ogólnej i Chorób Wątroby AM (obecnie WUM) w Warszawie. W 1999 rozpoczął wraz z Centrum Zdrowia Dziecka program przeszczepiania wątroby od dawcy żywego. Zaowocował on jeszcze w tym samym roku pierwszym w Polsce udanym przeszczepieniem fragmentu wątroby od żywego dawcy. W kierowanej przez niego klinice wykonano również pierwsze w Polsce jednoczesne przeszczepienie wątroby i nerki u chorego dorosłego. Do chwili obecnej wykonano tam ponad 1000 transplantacji wątroby od dawcy zmarłego i pobrano ponad 200 fragmentów wątroby do przeszczepienia od dawcy żywego. Od 2008 do 2016 prof. Krawczyk pełnił funkcję rektora WUM. Od 2007 jest członkiem korespondentem PAN.

## Zagraniczne staże naukowe
W trakcie swojej pracy naukowej i zawodowej odbywał staże w różnych zagranicznych ośrodkach chirurgicznych, jako stypendysta Humboldta w należących do Uniwersytetu w Heidelbergu klinikach chirurgicznych w Heidelbergu (1978/79) i Mannheim (1989 i 1990), na Uniwersytetach w Dundee (Szkocja) i Cambridge, (Anglia) w 1991 oraz jako stypendysta rządu francuskiego w klinice Uniwersytetu Paryskiego w Villejuif (1993 i 1994) oraz w klinice w Strasbourgu (1995).

## Zainteresowania i dorobek naukowy
W obszarze jego zainteresowań naukowych i klinicznych znajdują się: patofizjologia zespołu krótkiego jelita, zagadnienia ostrego zapalenia trzustki, problemy zmian ogniskowych w wątrobie, ultrasonografia śródoperacyjna wątroby, chirurgia laparoskopowa, przeszczepianie wątroby od dawcy zmarłego i żywego, nowotwory wątroby i dróg żółciowych oraz inne nowotwory przewodu pokarmowego.
Jest autorem lub współautorem 350 prac oryginalnych, opublikowanych w recenzowanych czasopismach polskich i zagranicznych. Publikuje między innymi w takich czasopismach z listy filadelfijskiej jak: Langenbecks Archive für Chirurgie, Folia Histochemica et Cytobiologica, European Journal of Surgical Oncology, Journal de Chirurgie, Journal of Pathophysiology Pharmacology, Transplantation Proceedings, Liver Transplantation, Surgical Childhood International, Journal of Hepatology, Transplantation, Hepatogastroenterology, European Journal of Gastroenterology and Hepatology, Journal of Physiology and Pharmacology, Clinical Transplants, Journal of Surgical Oncology, Neoplasma, Journal „Vox Sanguinis”. Jest redaktorem 22 książek oraz autorem lub współautorem 118 rozdziałów, z tego 17 w języku angielskim. Przedstawił 628 referatów na polskich i międzynarodowych kongresach. Był promotorem 11 doktoratów.

## Główne osiągnięcia, nagrody, odznaczenia
Laureat wielu nagród i odznaczeń, między innymi dziesięciokrotnie nagrody JM Rektora Akademii Medycznej w Warszawie, siedmiokrotnie nagrody Ministra Zdrowia oraz nagrody Ministra Nauki.
Odznaczony Krzyżem Kawalerskim, Krzyżem Oficerskim i Krzyżem Komandorskim (2016) Orderu Odrodzenia Polski, Złotym Krzyżem Zasługi oraz Medalem Komisji Edukacji Narodowej.
Został uhonorowany Czerwoną Kokardką (2011) oraz tytułem „Osobowości Roku 2011 w Ochronie Zdrowia” w konkursie Sukces Roku w Ochronie Zdrowia organizowanym przez czasopismo „Menedżer Zdrowia” i wydawnictwo Termedia.
W 2012 otrzymał Perłę Honorową Polskiej Gospodarki (w kategorii nauka), przyznawaną przez redakcję Polish Market.
W 2014 otrzymał z rąk ambasadora Francji francuski Order Palm Akademickich.
W 2019, podczas 105. Dorocznego Kongresu Towarzystwa, który odbył się w San Francisco, został honorowym członkiem Towarzystwa Chirurgów Amerykańskich.
W 2024 został odznaczony Orderem Świętego Sylwestra przez papieża Franciszka.

## Członkostwo w towarzystwach naukowych – pełnione funkcje, inna działalność organizacyjna
W latach 2001–2003 – Prezes Polskiego Towarzystwa Transplantacyjnego. Od 2000–2007, z przerwą 2004–2006, sprawował funkcję Wiceprezesa Polskiego Towarzystwa Gastrologicznego.
Od września 2011 jest prezesem Towarzystwa Chirurgów Polskich, członek Zarządu Głównego Towarzystwa od 1997; w tym przez dwie kadencje był wiceprezesem zarządu, a przez trzy kadencje sekretarzem generalnym zarządu głównego Towarzystwa Chirurgów Polskich.
Jest ponadto:
- zastępcą Przewodniczącego Komitetu Patofizjologii Klinicznej Polskiej Akademii Nauk,
- członkiem Francuskiej Akademii Chirurgicznej (L´Academie Nationale de Chirurgie; w Polsce tylko 4 członków – w tym nieżyjący Prof. Jan Nielubowicz i z żyjących Prof. Stefan Wesołowski oraz Prof. Paweł Nyckowski,
- członkiem Zarządu European Surgical Association
- członkiem Honorowym French Society for Surgery (L´Association Française de Chirurgie),
- członkiem Honorowym German Society for Visceral Surgery (Die Deutsche Geseellschaft fur Viszeralchirurgie),
- członkiem Honorowym Romanian Society for Surgery,
- członkiem Honorowym Societas Chirurgica Biochemica,
- członkiem Honorowym Serbsko-Czarnogórskiego Towarzystwa Chirurgii Wątrobowo-Trzustkowo-Żółciowego,
- członkiem Honorowym w Towarzystwie Chirurgów Amerykańskich (American College of Surgeons(inne języki))[6],
- członkiem Rady Naukowej przy Ministrze Zdrowia,
- byłym członkiem Krajowej Rady Transplantacyjnej przy Ministrze Zdrowia,
- członkiem Centralnej Komisji ds. Stopni i Tytułów Naukowych,
- członkiem Towarzystwa Naukowego Warszawskiego,
- członkiem kolegium redakcyjnego „Polskiego Przeglądu Chirurgicznego”.